# Romanzo rivoluzionario
Il romanzo rivoluzionario è una corrente della letteratura messicana che narra gli eventi della Rivoluzione (1910-1917) e i cui racconti sono stati scritti principalmente da autori che erano presenti al momento dei fatti, ma anche da successivi. I principali esponenti sono Francisco L. Urquizo, Martín Luis Guzmán e Mariano Azuela.

## Autori e opere
- Mariano Azuela
  - Quelli di sotto (1916)

- Martín Luis Guzmán
  - L'aquila e il serpente (1928)
  - L'ombra del caudillo (1929)

- Francisco Luis Urquizo
  - Vecchia truppa (1943)

- José Rubén Romero
  - Memorie di un locale (1940)

- Fernando Zamora
  - Sotto l'acqua (2004)

- Jorge Ibargüengoitia
  - I lampi di agosto (1964)

- Rafael F. Muñoz
  - Andiamo con Pancho Villa (1931)

- Nellie Campobello
  - Cartucho (1931)